# Élections européennes de 2014 en Allemagne
Les élections européennes de 2014 ont eu lieu entre le 22 et le 25 mai selon les pays, et le dimanche 25 mai 2014 en Allemagne. Ces élections étaient les premières depuis l'entrée en vigueur du traité de Lisbonne qui a renforcé les pouvoirs du Parlement européen et modifié la répartition des sièges entre les différents États-membres. Ainsi, les Allemands n'ont pas élu 99 députés européens comme en 2009, mais seulement 96.

## Contexte
Depuis les dernières élections, quelques changements ont eu lieu dans le paysage politique allemand. Ainsi, bien qu'Angela Merkel et son parti dominent toujours la scène politique, son allié au gouvernement entre 2009 et 2013, le FDP, a connu une série d'importants revers, le laissant même sous le seuil des 5 % des voix et sans député au Bundestag lors des élections fédérales de 2013. Néanmoins, l'abaissement du seuil nécessaire pour obtenir des députés européens de 5 à 3 % des voix, semble représenter une possibilité pour le FDP de conserver une représentation, certes plus modeste, au Parlement européen.
La CDU/CSU, bien que toujours majoritaire mais privée de son allié, a donc formé une nouvelle grande coalition avec le SPD.
Enfin, les dernières élections fédérales ont également été marquées par l'apparition d'un nouveau parti, original en Allemagne car fortement eurosceptique. L'Alternative pour l'Allemagne a en effet frôlé les 5 % des voix nécessaires pour entrer au Bundestag, et semble en mesure de faire son entrée au Parlement européen.

## Mode de scrutin
Les eurodéputés allemands sont élus au scrutin proportionnel de liste, mais contrairement aux élections pour le Bundestag, les électeurs ne disposent que d'une seule voix. Le 26 février 2014, le Tribunal constitutionnel fédéral a décidé que l'imposition d'un seuil électoral était inconstitutionnel pour les élections européennes. Cela a pour conséquence de permettre l'entrée de plusieurs petits partis (de) au Parlement européen.
Lors de ces élections, peut voter tout citoyen européen résidant en Allemagne et ayant 18 ans ou plus, le jour de l'élection. Les citoyens allemands vivant dans d'autres pays de l'Union européenne, tout comme les ressortissants de pays-membres vivant en Allemagne, doivent décider s'ils votent dans leur pays d'origine ou dans leur pays de résidence.

## Campagne

### Partis et candidats
Pour présenter des listes lors de ces élections, les partis et organisations politiques doivent rassembler les signatures de 4 000 électeurs. Cela ne concerne néanmoins pas les partis représentés au Bundestag et dans les Landtagen, ou ceux ayant eu au moins cinq députés au Parlement européen lors de la dernière législature. Le tableau ci-dessous présente les 25 partis ayant remplis les conditions pour se présenter aux élections,.
| Parti | Parti                                                                      | Idéologie | Tête de liste             | Parti européen    |
| ----- | -------------------------------------------------------------------------- | --- | ------------------------- | ----------------- |
|       | Union chrétienne-démocrate d'Allemagne (CDU)                               | Démocratie chrétienne, libéral-conservatisme                                                                             | David McAllister          | PPE               |
|       | Parti social-démocrate d'Allemagne (SPD)                                   | Social-démocratie, troisième voie, progressisme                                                                          | Martin Schulz             | PSE               |
|       | Alliance 90 / Les Verts (GRÜNE)                                            | Écologie politique, progressisme                                                                                         | Rebecca Harms             | PVE               |
|       | Parti libéral-démocrate (FDP)                                              | Libéralisme économique, social-libéralisme                                                                               | Alexander Graf Lambsdorff | ALDE              |
|       | Die Linke (LINKE)                                                          | Socialisme démocratique, anticapitalisme                                                                                 | Gabriele Zimmer           | PGE               |
|       | Union chrétienne-sociale en Bavière (CSU)                                  | Démocratie chrétienne, libéral-conservatisme                                                                             | Markus Ferber             | PPE               |
|       | Électeurs libres (FW)                                                      | Démocratie directe | Ulrike Müller             | PDE               |
|       | Les Républicains (REP)                                                     | National-conservatisme, populisme, euroscepticisme                                                                       | Herrmann Mack             |                   |
|       | Parti de protection des animaux (Tierschutzpartei)                         | Écologie politique, droits des animaux, euroscepticisme                                                                  | Stefan Bernhard Eck       | EA7               |
|       | Parti des familles d'Allemagne (FAMILIE)                                   | Conservatisme, intérêts des familles                                                                                     | Arne Gericke              |                   |
|       | Parti des pirates (PIRATEN)                                                | Protection de la vie privée, liberté d'accès aux documents administratifs, démocratie directe, réforme du droit d'auteur | Julia Reda                | PPUE              |
|       | Parti écologiste-démocrate (ÖDP)                                           | Écologie politique, écologie profonde                                                                                    | Klaus Buchner             |                   |
|       | Parti des Chrétiens fidèles à la Bible (PBC)                               | Fondamentalisme chrétien                                                                                                 | Klaus-Dieter Schlottmann  | MPCE              |
|       | À partir de maintenant... la démocratie par référendum (Volksabstimmung)   | Démocratie directe, national-conservatisme                                                                               | Helmut Fleck              |                   |
|       | Parti bavarois (BP)                                                        | Nationalisme bavarois, indépendantisme, libéral-conservatisme                                                            | Florian Weber             | ALE               |
|       | Centre chrétien - Pour une Allemagne selon les commandements divins (CM)   | Fondamentalisme chrétien, national-conservatisme, anti-Islam, euroscepticisme                                            | Josef Happel              |                   |
|       | Parti pour le travail, l'environnement et la famille (AUF)                 | Démocratie chrétienne, conservatisme social                                                                              | Christa Meves             | MPCE              |
|       | Parti communiste allemand (DKP)                                            | Communisme, marxisme-léninisme                                                                                           | Nina Hager                | PGE (observateur) |
|       | Mouvement des droits civiques Solidarité (BüSo)                            | Protectionnisme, anti-impérialisme, euroscepticisme                                                                      | Helga Zepp-LaRouche       |                   |
|       | Parti pour l'égalité sociale, section de la quatrième internationale (PSG) | Communisme, trotskisme                                                                                                   | Ulrich Rippert            |                   |
|       | Alternative pour l'Allemagne (AfD)                                         | Souverainisme, libéral-conservatisme, euroscepticisme                                                                    | Bernd Lucke               |                   |
|       | Mouvement populaire pour la Rhénanie-du-Nord-Westphalie (PRO NRW)          | Nationalisme, populisme, anti-Islam                                                                                      | Markus Beisicht           |                   |
|       | Parti marxiste-léniniste d'Allemagne (MLPD)                                | Marxisme-léninisme, maoïsme, anti-révisionnisme                                                                          | Peter Weispfenning        |                   |
|       | Parti national-démocrate d'Allemagne (NPD)                                 | Néonazisme, ultranationalisme, antiaméricanisme                                                                          | Udo Voigt                 |                   |
|       | Die PARTEI (PARTEI)                                                        | Parti politique satirique                                                                                                | Martin Sonneborn          |                   |

### Sondages

#### Fédéral
| Institut                | Date       | Union | SPD    | GRÜNE | FDP   | LINKE | AfD   | Autres |
| FGW dimap               | 22.05.2014 | 37,5% | 26,5 % | 10 %  | 3,5 % | 7,5 % | 7 %   | 8 %    |
| FGW dimap               | 16.05.2014 | 38%   | 27 %   | 11 %  | 3 %   | 8 %   | 6 %   | 7 %    |
| Infratest dimap         | 14.05.2014 | 37%   | 27 %   | 9 %   | 3 %   | 9 %   | 7 %   | 8 %    |
| YouGov                  | 13.05.2014 | 39%   | 25 %   | 10 %  | 4 %   | 10 %  | 6 %   | -      |
| FGW                     | 09.05.2014 | 38%   | 27 %   | 12 %  | 3 %   | 8 %   | 6 %   | 6 %    |
| Infratest dimap         | 30.04.2014 | 39%   | 27 %   | 9 %   | 4 %   | 8 %   | 6 %   | 7 %    |
| INSA                    | 25.04.2014 | 36%   | 28 %   | 11 %  | 4 %   | 9 %   | 7 %   | 5 %    |
| FGW                     | 11.04.2014 | 39%   | 27 %   | 11 %  | 3 %   | 8 %   | 6 %   | 6 %    |
| Infratest dimap         | 03.04.2014 | 40%   | 28 %   | 9 %   | 3 %   | 7 %   | 6 %   | 7 %    |
| FGW                     | 28.03.2014 | 39%   | 26 %   | 12 %  | 3 %   | 8 %   | 6 %   | 6 %    |
| FGW                     | 14.03.2014 | 38%   | 26 %   | 11 %  | 4 %   | 8 %   | 6 %   | 7 %    |
| INSA                    | 09.03.2014 | 38%   | 26 %   | 9,5 % | 3 %   | 8,5 % | 7,5 % | 7,5 %  |
| Infratest Dimap         | 06.03.2014 | 40%   | 26 %   | 11 %  | 4 %   | 7 %   | 5 %   | 7 %    |
| Forschungsgruppe Wahlen | 21.02.2014 | 40%   | 24 %   | 12 %  | 4 %   | 8 %   | 6 %   | 6 %    |
| INSA                    | 14.02.2014 | 39%   | 25 %   | 10 %  | 3 %   | 10 %  | 8 %   | 5 %    |
| Infratest               | 06.02.2014 | 38%   | 29 %   | 10 %  | 4 %   | 8 %   | 6 %   | 5 %    |
| Emnid                   | 26.01.2014 | 42%   | 26 %   | 10 %  | 3 %   | 8 %   | 7 %   | 4 %    |

#### Dans les Länder
| Land                               | Institut             | Date           | CDU/CSU | SPD   | GRÜNE | FDP   | LINKE | Autres                                         |
| Brandebourg                        | Infratest dimap      | 14.03.2014     | 28 %    | 32 %  | 6 %   | 2 %   | 23 %  | - AfD 4 % - PIRATEN 2 % - NPD 1 % - Autres 2 % |
| Brandebourg                        |                      | Résultats 2009 | 22,5 %  | 22,8% | 8,4%  | 7,4%  | 26,0% | 13,0% - FW 6,7% - Autres 9,4%                  |
| Bavière                            | Bayerischer Rundfunk | 15.05.2014     | 47 %    | 20 %  | 11 %  | 4 %   | 3 %   | - FW 3 % - AfD 6 % - Autres 6 %                |
| Bavière                            | GMS                  | 25.04.2014     | 49 %    | 15 %  | 11 %  | 3 %   |       | - FW 7 % - AfD 5 % - Autres 10 %               |
| Bavière                            | Infratest dimap      | 15.01.2014     | 50 %    | 20 %  | 12 %  | 3 %   |       | - FW 4 % - AfD 3 % - Autres 4 %                |
| Bavière                            |                      | Résultats 2009 | 48,1 %  | 12,9% | 11,5% | 9,0%  | 2,3%  | - FW 6,7% - Autres 9,4%                        |
| Hambourg                           | Trend Research       | 12.05.2014     | 27 %    | 32 %  | 14 %  | 4 %   | 10 %  | - AfD 6 % - Autres 6 %                         |
| Hambourg                           | Infratest dimap      | 15.01.2014     | 26 %    | 35 %  | 16 %  | 6 %   | 9 %   | - AfD 3 % - Autres 6 %                         |
| Hambourg                           |                      | Résultats 2009 | 29,7%   | 25,4% | 20,5% | 11,1% | 6,7%  | 6,5%                                           |
| Mecklembourg-Poméranie-Occidentale | NDR                  | 07.05.2014     | 34 %    | 29 %  | 5 %   | -     | 17 %  | - AfD 5 % - Autres 10 %                        |
| Mecklembourg-Poméranie-Occidentale |                      | Résultats 2009 | 32,3%   | 16,7% | 5,5%  | 7,6%  | 23,5% | 14,3%                                          |
| Rhénanie-du-Nord-Westphalie        | Infratest dimap      | 11.05.2014     | 34 %    | 36 %  | 9 %   | 4 %   | 4 %   | - AfD 6 % - Autres 6 %                         |
| Rhénanie-du-Nord-Westphalie        |                      | Résultats 2009 | 38,0%   | 25,6% | 12,5% | 12,3% | 4,6%  | 7,0%                                           |
| Sarre                              | Infratest dimap      | 14.05.2014     | 35 %    | 34 %  | 6 %   | 3 %   | 9 %   | - AfD 7 % - Autres 6 %                         |
| Sarre                              |                      | Résultats 2009 | 35,9%   | 26,6% | 7,7%  | 8,1%  | 12,0% | 9,7%                                           |
| Saxe                               | MDR                  | 30.04.2014     | 41 %    | 18 %  | 7 %   | 2 %   | 17 %  | - AfD 8 % - Autres 7 %                         |
| Saxe                               |                      | Résultats 2009 | 35,3%   | 11,7% | 6,7%  | 9,8%  | 20,1% | 16,4%                                          |
| Thuringe                           | Infratest Dimap      | 14.05.2014     | 33 %    | 23 %  | 6 %   | -     | 24 %  | - AfD 6 % - NPD 3 % - Autres 5 %               |
| Thuringe                           |                      | Résultats 2009 | 31,1%   | 15,7% | 5,8%  | 8,2%  | 23,8% | 15,4%                                          |

### Thèmes
Die Linke a connu, au début de l'année 2014, de houleux débats lors de l'adoption de sa ligne politique en vue des élections européennes. En effet, l'aile gauche, dirigée par Sahra Wagenknecht, également vice-présidente du mouvement, a fait pression pour inclure dans le manifeste du parti un message décrivant l'Union européenne comme un « pouvoir néolibéral, militariste et en grande partie antidémocratique », donnant dès lors une image d'organisation eurosceptique au parti, et provocant les critiques de dirigeants influents, tels que Gregor Gysi, Oskar Lafontaine ou encore Petra Pau.
La décision de la Cour constitutionnelle de supprimer le seuil électoral pour cause d'inconstitutionnalité, permet de garantir la présence des libéraux du FDP dans la prochaine délégation allemande au Parlement européen, ainsi que celle du Parti pirate, des Électeurs libres et vraisemblablement des néo-nazis du NPD.

## Résultats

### Répartition
| Parti ou coalition       | Parti ou coalition                                                                           | Voix                           | %                | +/-                | Sièges  | +/-           | Groupe    |
| ------------------------ | -------------------------------------------------------------------------------------------- | ------------------------------ | ---------------- | ------------------ | ------- | ------------- | --------- |

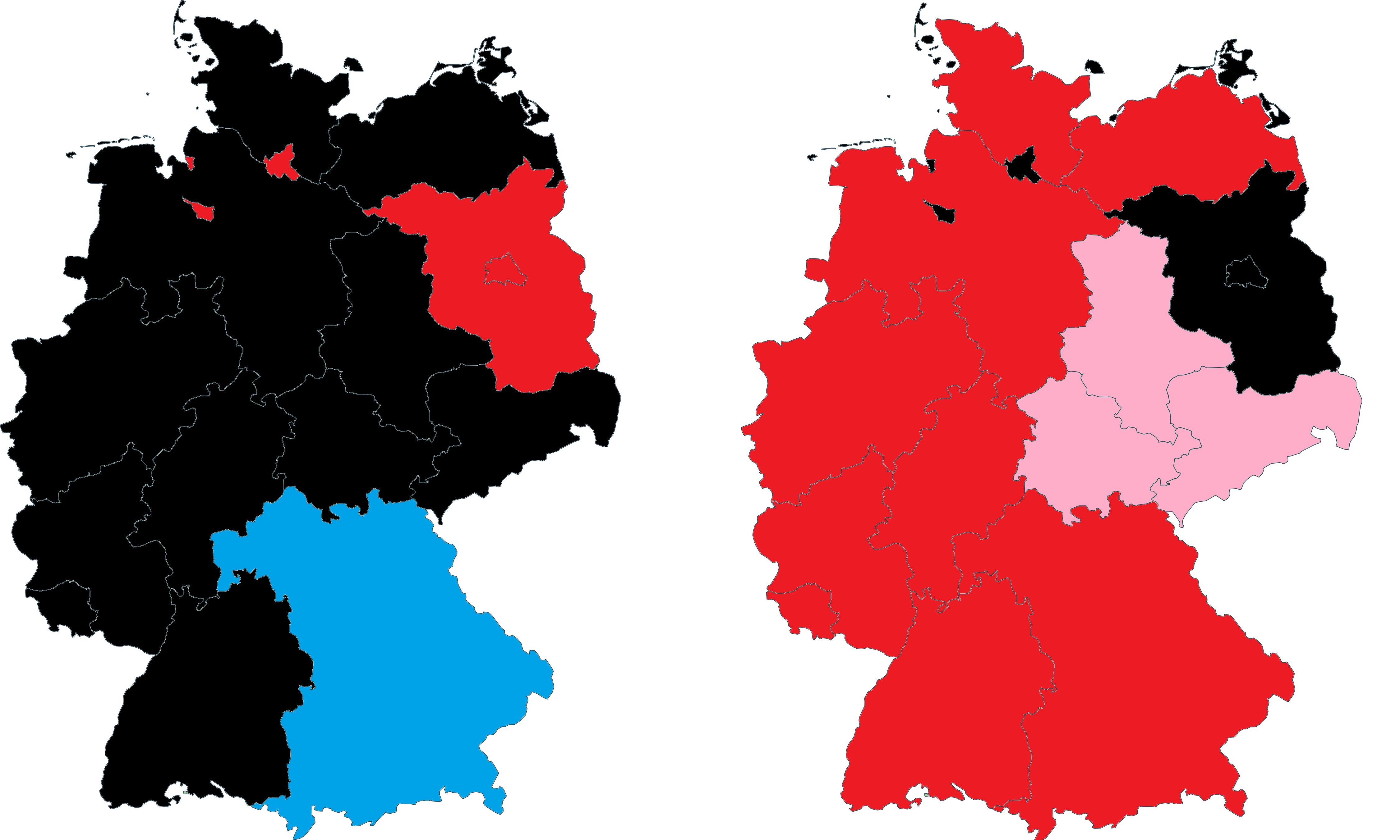
Partis arrivés en tête par Land (1re carte), et en seconde position (2e carte). Rouge : SPD, noir : CDU, bleu : CSU, rose : Die Linke

|                          | Union CDU/CSU - Union chrétienne-démocrate d'Allemagne - Union chrétienne-sociale en Bavière | 10 374 758 8 807 500 1 567 258 | 35,36 30,02 5,34 | 2,49 · 0,63 · 1,86 | 34 29 5 | 8 · 5 · 3     | PPE       |
|                          | Parti social-démocrate d'Allemagne (SPD)                                                     | 7 999 955                      | 27,27            | 6,49               | 27      | 4             | S&D       |
|                          | Alliance 90 / Les Verts (Grünen)                                                             | 3 138 201                      | 10,70            | 1,43               | 11      | 3             | Verts/ALE |
|                          | Die Linke                                                                                    | 2 167 641                      | 7,39             | 0,09               | 7       | 1             | GUE/NGL   |
|                          | Alternative pour l'Allemagne (AfD)                                                           | 2 065 162                      | 7,04             | Nv.                | 7       | Nv.           | CRE       |
|                          | Parti libéral-démocrate (FDP)                                                                | 986 253                        | 3,36             | 7,61               | 3       | 9             | ADLE      |
|                          | Électeurs libres (FW)                                                                        | 428 524                        | 1,46             | 0,22               | 1       | 1             | ADLE      |
|                          | Parti des pirates (Piraten)                                                                  | 424 510                        | 1,45             | 0,58               | 1       | 1             | Verts/ALE |
|                          | Parti de protection des animaux (Tiersch.)                                                   | 366 303                        | 1,25             | 0,15               | 1       | 1             | GUE/NGL   |
|                          | Parti national-démocrate d'Allemagne                                                         | 300 815                        | 1,03             | Nv.                | 1       | Nv.           | NI        |
|                          | Parti des familles d'Allemagne (FAM)                                                         | 202 871                        | 0,69             | 0,27               | 1       | 1             | CRE       |
|                          | Parti écologiste-démocrate (ÖDP)                                                             | 185 119                        | 0,64             | 0,13               | 1       | 1             | Verts/ALE |
|                          | Die PARTEI                                                                                   | 184 525                        | 0,63             | Nv.                | 1       | Nv.           | NI        |
|                          | Autres partis                                                                                | 516 063                        | 1,76             | -                  | 0       | en stagnation |           |
|                          |                                                                                              |                                |                  |                    |         |               |           |
| Votes valides            | Votes valides                                                                                | 29 340 700                     | 98,34            |                    |         |               |           |
| Votes blancs et nuls     | Votes blancs et nuls                                                                         | 496 216                        | 1,66             |                    |         |               |           |
| Total                    | Total                                                                                        | 29 836 916                     | 100              | -                  | 96      | 3             | -         |
| Abstentions              | Abstentions                                                                                  | 32 167 176                     | 51,88            |                    |         |               |           |
| Inscrits / Participation | Inscrits / Participation                                                                     | 62 004 092                     | 48,12            |                    |         |               |           |

CDU/CSU vote
SPD vote
Green vote
Linke vote
AFD vote
FDP vote
NPD vote
Familien-Partei vote

### Analyse
Avec une participation de 48,1 %, les Allemands se sont davantage rendus aux urnes qu'en 2009 (43,3 %), mais également qu'en 2004 (43,0 %) et en 1999 (45,2 %).
Contrairement à de nombreux pays-membres, l'Allemagne est marquée dans ces élections par une grande stabilité et par un vote majoritairement favorable aux partis pro-européens. L'Union d'Angela Merkel s'est maintenu largement en tête, bien que perdant des voix et des sièges par rapport à 2009, du fait du score plus faible de la CSU en Bavière, qui a réalisé une campagne très critique vis-à-vis de l'Europe. Les sociaux-démocrates sont en forte progression par rapport à 2009, et ont sûrement bénéficié de la candidature de leur tête de liste, Martin Schulz, à la présidence de la Commission européenne. L'Alliance 90 / Les Verts a quant à elle connu un léger recul, tout en se maintenant à la troisième place, alors que Die Linke s'est maintenue à son score de 2009.
Le FDP n'a quant à lui pas pu inversé la tendance à la baisse dans laquelle il se trouve depuis quelques années, et a même réalisé un score en dessous de celui obtenu lors des élections fédérales de 2013. Il a par ailleurs largement souffert de la concurrence de l'AfD, qui avec ses 7 % et ses sept élus, représente la principale force eurosceptique allemande.
Enfin, à la suite du changement du mode de scrutin, sept autres partis font leur entrée au Parlement européen, remportant chacun un siège. Parmi ces élus, certains ont énormément agité la presse européenne, notamment le néo-nazi Udo Voigt ainsi que le satiriste Martin Sonneborn, dont l'activité au sein de l'assemblée européenne sera sûrement largement scrutée.

## Différences régionales
| Länder                   | Union  | SPD    | Grünen | Linke  | AfD   | FDP   | Autres |
| ------------------------ | ------ | ------ | ------ | ------ | ----- | ----- | ------ |
| Länder                   |        |        |        |        |       |       |        |
| Anciens Länder (ex-RFA)  | 36,5 % | 28,9 % | 11,6 % | 4,5 %  | 6,8 % | 3,6 % | 8,2 %  |
| Nouveaux Länder (ex-RDA) | 30,1 % | 20,1 % | 6,4 %  | 20,6 % | 8,3 % | 2,3 % | 12,2 % |
| Allemagne                | 35,3 % | 27,3 % | 10,7 % | 7,4 %  | 7,1 % | 3,4 % | 8,8 %  |